# Lersjön (Daretorps socken, Västergötland)
Lersjön är en sjö i Tidaholms kommun i Västergötland och ingår i Göta älvs huvudavrinningsområde.